# التعاون مع تنظيم الدولة الإسلامية (داعش)
التعاون مع الدولة الإسلامية إلى التعاون والمساعدة المقدمتين من الحكومات والجهات الفاعلة غير الحكومية والأفراد إلى تنظيم الدولة الإسلامية (داعش) خلال الحرب الأهلية السورية والحرب الأهلية العراقية والحرب الأهلية الليبية.

## مزاعم دعم تنظيم الدولة الإسلامية داعش

### سوريا
نسبة هجمات تنظيم الدولة الإسلامية على الجماعات الأخرى في سوريا خلال الفترة من آذار 2016 إلى نيسان 2017 بحسب IHS Markit.
 خلال الحرب الأهلية السورية المستمرة، اُتهم الرئيس بشار الأسد والحكومة السورية من قبل عدد من شخصيات المعارضة وغيرها من الأحزاب المناهضة للأسد بالتواطؤ مع تنظيم الدولة الإسلامية.
تم إطلاق سراح العديد من السجناء الإسلامويين من السجون السورية في بداية الحرب الأهلية السورية في عام 2011، وقد أشارت العديد من المصادر إلى محاولة إستراتيجية لتقوية الفصائل الجهادية على حساب المتمردين الآخرين، مما ساهم في النهاية في تشكيل تنظيم الدولة الإسلامية.
وبحسب ما ورد اشترت الحكومة السورية النفط مباشرة من تنظيم الدولة الإسلامية، وأن الحكومة السورية وداعش تشتركان في إدارة محطة غاز هيسكو في الطبقة. قدمت المنشأة الكهرباء إلى المناطق التي تسيطر عليها الحكومة، بينما زودت محطات الطاقة التي تديرها الحكومة المناطق التي يسيطر عليها تنظيم الدولة الإسلامية. ذكر تقرير في 25 يونيو 2015 أن تنظيم الدولة الإسلامية أبقى الغاز يتدفق إلى محطات توليد الكهرباء التي يسيطر عليها نظام الأسد. علاوة على ذلك، سمح تنظيم الدولة الإسلامية بمرور الحبوب من مناطق روجافا إلى المناطق التي تسيطر عليها الحكومة بتكلفة ضريبة بنسبة 25%. في عام 2017، قال مسؤولون أمريكيون وأوروبيون إن مبيعات النفط للحكومة السورية كانت أكبر مصدر لإيرادات تنظيم الدولة الإسلامية.
قالت عدة مصادر إن الحكومة السورية تجنبت تكتيكيًا مواجهة قوات تنظيم الدولة الإسلامية من أجل إضعاف المعارضة مثل الجيش السوري الحر. وفقًا لوزير خارجية الولايات المتحدة جون كيري، فقد تنازلت الحكومة السورية عمدًا عن أراضيها لداعش. أظهر تحليل قاعدة بيانات مركز IHS Jane's للإرهاب والتمرد أن 6% فقط من هجمات القوات الحكومية السورية استهدفت تنظيم الدولة الإسلامية من يناير إلى نوفمبر 2014، بينما استهدفت هجمات تنظيم الدولة الإسلامية في نفس الفترة 13% من القوات الحكومية السورية.
ذكر الائتلاف الوطني لقوى الثورة والمعارضة السورية أن للحكومة السورية عناصر داخل تنظيم الدولة الإسلامية في العراق والشام كما فعلت قيادة أحرار الشام.
في 1 يونيو 2015، ذكرت سفارة الولايات المتحدة في سوريا أن الحكومة السورية كانت «تقوم بضربات جوية لدعم» تقدم تنظيم الدولة الإسلامية على مواقع المعارضة السورية شمال حلب. اتهم رئيس الائتلاف الوطني السوري، خالد خوجة، الأسد بالعمل «كقوة جوية لـ[تنظيم الدولة الإسلامية]»، وقد أشار وزير الدفاع في المجلس الوطني السوري سليم إدريس إلى أن وجود ما يقرب من 180 من ضباط الحكومة السورية بين صفوف تنظيم الدولة الإسلامية ووجود تنسيق مشترك لشن هجمات مع الجيش السوري.
وفقًا لشرمين نرواني في أميركان كونسيرفايتيف، فقد ذكر تقرير صدر في أبريل 2017 عن مزود المعلومات البريطاني IHS Markit أن الدولة الإسلامية قاتلت قوات الحكومة السورية أكثر من أي خصم آخر بين 1 أبريل 2016 و31 مارس 2017. وبحسب التقرير، فإن «43% من مقاتلي تنظيم الدولة الإسلامية في سوريا كان موجهين ضد قوات الرئيس الأسد، و17% ضد قوات سوريا الديمقراطية المدعومة من الولايات المتحدة، وأن 40% شاركوا في قتال جماعات المعارضة السنية المتنافسة».

### تركيا
تعرضت الحكومة التركية لانتقادات لسماحها لداعش باستخدام الأراضي التركية في الخدمات اللوجستية وتوجيه المجندين. كما اتُهمت ببيع أسلحة ومعلومات استخبارية إلى تنظيم الدولة الإسلامية، كجزء من حملتها ضد وحدات حماية الشعب. كما أثار العثور على مخبأ زعيم تنظيم الدولة الإسلامية أبو بكر البغدادي في سوريا، على بعد كيلومترات قليلة من تركيا، الشكوك أيضًا فيما إذا كانت تركيا تفعل ما يكفي ضد تنظيم الدولة الإسلامية. كما زعم ضباط المخابرات العراقية أنهم شاهدوا عدة رحلات قام بها أقارب البغدادي بين سوريا وتركيا. تنفي تركيا مزاعم مساعدة تنظيم الدولة الإسلامية، مشيرة إلى هجمات إرهابية متعددة ارتكبها تنظيم الدولة الإسلامية ضد المدنيين في تركيا، بالإضافة إلى مواجهات عسكرية متعددة بين التنظيم والحكومة التركية. وبالمثل نفى الحزب الديمقراطي الكردستاني في العراق الادعاء بأن تركيا تقدم المساعدة لتنظيم الدولة الإسلامية. وفقًا لمستشار استخباراتي اقتبس عنه سيمور هيرش، خلص «تقييم سري للغاية» أجرته وكالة استخبارات الدفاع وهيئة الأركان المشتركة في عام 2013 إلى أن تركيا قد حولت بشكل فعال برنامج الأسلحة الأمريكي السري لدعم المتمردين المعتدلين، الذي لم يعد موجودًا، في برنامج عشوائي لتقديم الدعم الفني واللوجستي لجبهة النصرة وداعش.

### المملكة العربية السعودية
في يونيو 2014، اتهم رئيس الوزراء العراقي السابق نوري المالكي حكومة المملكة العربية السعودية بتمويل تنظيم الدولة الإسلامية. رفضت حكومة المملكة العربية السعودية هذه المزاعم.
كتبت بعض وسائل الإعلام، مثل إن بي سي، وبي بي سي نيوز، ونيويورك تايمز ومعهد واشنطن لسياسة الشرق الأدنى، وهو مركز أبحاث مقره الولايات المتحدة، عن التبرعات السعودية الفردية للجماعة ورعاية الدولة السعودية للسلفية والوهابية لمدة عشر سنوات في جميع أنحاء العالم، لكنهم خلصوا في عام 2014 إلى أنه لا يوجد دليل على دعم الدولة السعودية المباشر لداعش.
في يوليو 2014، قال ريتشارد ديرلوف، الرئيس السابق لجهاز المخابرات البريطانية (MI6)، إن السعوديين «انجذبوا بشدة إلى أي تشدد يمكن أن يتحدى بشكل فعال الشيعة [النسخة الشيعية من الإسلام].» ذكر ديرلوف أن و«لكي تتمكن تنظيم الدولة الإسلامية من الاندفاع إلى المناطق السنية في العراق بالطريقة التي فعلتها مؤخرًا، فيجب أن تكون نتيجة تمويل كبير ومستدام».
في رسالة بريد إلكتروني في أغسطس 2014 سربتها ويكيليكس، على ما يبدو من وزيرة الخارجية الأمريكية السابقة هيلاري كلينتون إلى المستشار آنذاك جون بودستا، نصت مذكرة على أن حكومتي المملكة العربية السعودية وقطر «تقدمان دعمًا ماليًا ولوجستيًا سريًا لتنظيم الدولة الإسلامية وغيره من المجموعات السنبة الراديكالية في المنطقة».
كما اتهم الوزير اللبناني السابق شربل وهبة المملكة العربية السعودية بدعم تنظيم الدولة الإسلامية.

### قطر
طالما اتُهمت قطر بالعمل كقناة لتدفق الأموال إلى تنظيم الدولة الإسلامية. في حين لا يوجد دليل على أن الحكومة القطرية متورطة في هذه الحركة للأموال، فقد تعرضت لانتقادات لعدم قيامها بما يكفي لوقف الأموال التي يرسلها مانحون من القطاع الخاص في البلاد. وفقًا لبعض التقارير، يعتقد المسؤولون الأمريكيون أن الجزء الأكبر من التبرعات الخاصة التي تدعم الجماعات المرتبطة بداعش والقاعدة تأتي الآن من قطر وليس السعودية.
في أغسطس 2014، اتهم الوزير الألماني غيرد مولر قطر بأن لها صلات بداعش، قائلاً: "عليك أن تسأل من الذي يسلح، ومن يمول قوات تنظيم الدولة الإسلامية. الكلمة الرئيسية هناك هي قطر". رفض وزير الخارجية القطري خالد بن محمد العطية هذا البيان قائلا: "قطر لا تدعم الجماعات المتطرفة، بما في ذلك [تنظيم الدولة الإسلامية] بأي شكل من الأشكال". نحن مصدومون من وجهات نظرهم وأساليبهم العنيفة وطموحاتهم".

### الولايات المتحدة الأمريكية
اتهم راند بول، عضو مجلس الشيوخ الأمريكي عن ولاية كنتاكي، الحكومة الأمريكية بدعم تنظيم الدولة الإسلامية بشكل غير مباشر في الحرب الأهلية السورية، من خلال تسليح حلفائها ومحاربة أعدائهم في ذلك البلد. ساعدت الولايات المتحدة المعارضة السورية من 2013 إلى 2017 (انظر برنامج خشب الجميز الذي تقوده وكالة المخابرات المركزية) ووفقًا لبعض الكتاب، عمل بعض وكلاء الولايات المتحدة مع تنظيم الدولة الإسلامية. زعم دونالد ترامب أن باراك أوباما وهيلاري كلينتون «كانا مؤسسي (مؤسسي) تنظيم الدولة الإسلامية».

## الرعايا الأجانب
أظهر تقرير للأمم المتحدة اعتبارًا من مايو 2015 أن 25 ألف «مقاتل إرهابي أجنبي» من 100 دولة انضموا إلى الجماعات «الإسلامية»، وكثير منهم يعملون لداعش أو القاعدة. تمت ترقية قائد القوات الخاصة لشرطة وزارة الداخلية الطاجيكية أومون، جول مراد حليموف، الذي دربته الولايات المتحدة إلى رتبة «وزير الحرب» داخل تنظيم الدولة الإسلامية.
خدم أحد أبرز قادة تنظيم الدولة الإسلامية في سوريا، أبو عمر الشيشاني، سابقًا كرقيب في الجيش الجورجي قبل تسريحه طبيًا، وسجنه لاحقًا، حيث أصبح متطرفًا، ثم فر من البلاد.
وجد تقرير صدر عام 2015 عن برنامج التطرف في جامعة جورج واشنطن أن 71 شخصًا متهمون في الولايات المتحدة بدعم تنظيم الدولة الإسلامية، وكذلك أن 250 متهمون بالسفر أو محاولة السفر إلى سوريا أو العراق من الولايات المتحدة للانضمام إلى تنظيم الدولة الإسلامية، وحوالي 900 شخص محلي نشط مرتبط بتحقيقات تنظيم الدولة الإسلامية.
وجدت دراسة أجراها البنك الدولي في أكتوبر 2016 أن «مقاتلي تنظيم الدولة الإسلامية الأجانب متعلمون جيدًا بشكل مدهش». باستخدام المستويات التعليمية التي تم الإبلاغ عنها ذاتيًا للمقاتلين، خلصت الدراسة إلى أن «69% من المجندين أفادوا على الأقل بتعليمهم الثانوي» «تابع جزء كبير منهم للدراسة في الجامعة»، وأيضًا أن «15% فقط من المجندين تركوا المدرسة قبل المدرسة الثانوية؛ وأقل من 2% أميون.» وجدت الدراسة أيضًا أن المقاتلين الأجانب غالبًا ما يكونون أكثر تعليمًا من مواطنيهم حيث يتمتع هؤلاء «من أوروبا وآسيا الوسطى بمستويات تعليمية مماثلة لمواطنيهم» في حين أن أولئك «من الشرق الأوسط وشمال إفريقيا وجنوب وشرق آسيا يتمتعون بدرجة عالية أكثر تعليما مما هو معتاد في بلدانهم الأصلية». ويشير التقرير إلى أن استنتاجاته أن الإرهاب لا ينبع من الفقر وانخفاض مستويات التعليم، وهو ما يتوافق مع الأبحاث السابقة. ومع ذلك، وجد التقرير ارتباطًا قويًا «بين معدل بطالة الذكور في الدولة وميل الدولة إلى توفير مقاتلين أجانب». سمحت العديد من الدول الأوروبية لمواطنيها الذين انضموا إلى تنظيم الدولة الإسلامية أن يحاكموا من قبل العراق.

### الرعايا الأجانب حسب الدولة

#### أستراليا
في أغسطس 2018، جردت أستراليا الجنسية الأسترالية من خمسة إرهابيين سافروا للقتال مع تنظيم الدولة الإسلامية ومنعتهم من دخول أستراليا مرة أخرى. كان هذا ممكنًا فقط لأن لديهم جنسيات مزدوجة ولأن القانون الدولي يمنع هذا الإجراء من الاستخدام على الأفراد الذين يحملون جنسية واحدة فقط. لقد رَفع الخمسة المجموع إلى ستة.

#### بلجيكا
حتى عام 2018، سافر ما يقدر بنحو 450 فردًا من بلجيكا للانضمام إلى الحرب الأهلية في سوريا والعراق. ومن بين هؤلاء، 75 منهم مرتبطون بشبكة Sharia4Belgium. في يوليو 2018، أعلنت المحاكم أن بلجيكا ليست ملزمة بجلب أطفال أعضاء تنظيم الدولة الإسلامية إلى بلجيكا.

#### الدنمارك
في نوفمبر 2017، جرد رجل تركي من جنسيته الدنماركية بعد إدانته بارتكاب جرائم إرهابية تتعلق بتنظيم الدولة الإسلامية، مما جعله يحمل الجنسية التركية فقط.

#### فرنسا
حتى عام 2018، سافر ما يقدر بنحو 1700 فرد من فرنسا للانضمام إلى الحرب الأهلية في سوريا والعراق.

#### ألمانيا
حتى عام 2018، سافر ما يقدر بنحو 940 فردًا من ألمانيا للانضمام إلى الحرب الأهلية في سوريا والعراق.

#### هولندا
صوّت البرلمان الهولندي في عام 2016 على تشريع لتجريد المواطنين الهولنديين الذين ينضمون إلى تنظيم الدولة الإسلامية أو القاعدة في الخارج من جنسيتهم، وكذلك إذا لم تتم إدانتهم بأي جريمة. لا يمكن تطبيق القانون إلا على الأفراد ذوي الجنسية المزدوجة. صرح وزير العدل أرد فان دير شتور أن التغييرات القانونية ضرورية لمنع الجهاديين من العودة إلى هولندا. في سبتمبر 2017، جُرد أربعة جهاديين من جنسيتهم.
في الفترة من 2012 إلى نوفمبر 2018، سافر أكثر من 310 أفراد من هولندا إلى الصراع في سوريا والعراق. قُتل 85 من هؤلاء وأعيد 55 إلى هولندا. من بين المقاتلين الهولنديين الأجانب الناجين في المنطقة، 135 مقاتلًا في منطقة الصراع وثلاثة أرباعهم أعضاء في تنظيم الدولة الإسلامية. أما الربع المتبقي فقد انضم إلى الجماعات التابعة لتنظيم القاعدة مثل هيئة تحرير الشام أو تنظيم حراس الدين.

#### السويد
حتى عام 2018، سافر ما يقدر بنحو 300 فرد من السويد للانضمام إلى الحرب الأهلية في سوريا. في مارس 2018، أفادت السلطات الكردية بأنها ألقت القبض على 41 من أنصار تنظيم الدولة الإسلامية يحملون الجنسية السويدية وبعضهم يحمل تصريح إقامة في السويد، منهم 5 منهم مناصب رئيسية في التنظيم وواحد كان رئيس جهود الدعاية لداعش.

#### المملكة المتحدة
صرح وزير مجلس الوزراء ويليام هيغ في عام 2014 أن ما يصل إلى 400 مواطن بريطاني انضموا إلى تنظيم الدولة الإسلامية. أنشأت الحكومة ممارسة يتم فيها تجريد أولئك الذين انضموا إلى المملكة المتحدة من الجنسية المزدوجة لمنعهم من العودة إلى المملكة المتحدة. بحلول عام 2017، تم تجريد 150 شخصًا من الجنسية وبالتالي لم يتمكنوا من دخول المملكة المتحدة مرة أخرى.

## مجموعات تعبر عن دعمها لداعش
حدد اتحاد أبحاث وتحليل الإرهاب 60 جماعة جهادية في 30 دولة تعهدت بالولاء أو دعم تنظيم الدولة الإسلامية اعتبارًا من منتصف نوفمبر 2014. يشير ارتباط العديد من هذه الجماعات سابقًا بتنظيم القاعدة إلى حدوث تحول في القيادة الجهادية العالمية تجاه تنظيم الدولة الإسلامية.
أعلن أعضاء الجماعات التالية دعمهم لداعش، كليًا أو جزئيًا:
- بوكو حرام (حتى 2016)[76]
- أنصار الشريعة[77][78]
- تنظيم الدولة الإسلامية - ولاية الجزائر[79]
- مجلس شورى المجاهدين في محيط القدس[80]
- جماعة أنشاروت توحيد[81] – (تعهدت بدعم تنظيم الدولة الإسلامية؛ انقسمت غالبية المجموعة بعد أن تعهد زعيمها بالولاء لداعش)[81][82]
- حركة أوزبكستان الإسلامية[83][84]
- جند الله (باكستان)[85]
- إمارة القوقاز الإسلامية (حوّل العديد من قادة إمارة القوقاز ولاءهم إلى تنظيم الدولة الإسلامية)[86][87][88]
- لواء الشيخ عمر حديد[89]
- خلافة مينداناو الإسلامية
  - الجماعة الإسلامية في جنوب شرق آسيا[90]
  - جماعة أبو سياف[91][92]
  - مناضلو بانغسامورو الإسلاميين في سبيل الحرية[93]
  - أنصار الخلافة
- الجبهة الدفاعية الإسلامية:[94] تعهدت بالولاء والدعم لتنظيم الدولة الإسلامية في عام 2014. ولم تكشف عنه الحكومة إلا في عام 2020 عند حظره.)

## في أراضي تنظيم الدولة الإسلامية

### سوريا
رداً على الجهود المبذولة للسيطرة على الرقة من قبل قوات سوريا الديمقراطية التي شكلت وحدات حماية الشعب الكردية المكون الرئيسي لها، وقف بعض العرب السوريين في الرقة جانب الدولة الإسلامية.

### العراق
تم اتهام أهل السنة في العراق بالتعاون مع تنظيم الدولة الإسلامية ضد الآشوريين واليزيديين والشيعة. حدد تنظيم الدولة الإسلامية في العراق والشام منازل المسيحيين بحرف ن والذي اختصر كلمة النصارى، ومنازل الشيعة بحرف ر والذي يختصر كلمة رافضة، وهي مصطلحات ازدرائية يستخدمها بعض المسلمين السنة لوصف المسيحيين والشيعة. تمت مصادرة الممتلكات ومنحها إلى أنصار تنظيم الدولة الإسلامية المحليين أو المقاتلين الأجانب. أفادت التقارير أن السنة المحليين قد خانوا الأيزيديين بمجرد وصول تنظيم الدولة الإسلامية، أو تواطأوا مقدمًا لإغرائهم بالبقاء حتى غزو تنظيم الدولة الإسلامية.
شارك 57 عضوًا من حزب البعث العربي الاشتراكي - قطر العراق في مجزرة قتل فيها ما لا يقل عن 1566 طالبًا شيعيًا من القوات الجوية العراقية في 12 يونيو 2014.